# NGC 4431
NGC 4431 is een lensvormig sterrenstelsel in het sterrenbeeld Maagd. Het hemelobject werd op 17 april 1784 ontdekt door de Duits-Britse astronoom William Herschel.

## Synoniemen
- UGC 7569
- MCG 2-32-62
- ZWG 70.94
- VCC 1010
- PGC 40852